# Пунктирная саламандра
Пунктирная саламандра (лат. Eurycea junaluska) — хвостатое земноводное из семейства безлёгочных саламандр.
Вид имеет ограниченный ареал на востоке США, где встречается в нескольких реках и ручьях в штате Северная Каролина.